# Città Rurale di Wangaratta
La città rurale di Wangaratta è una Local Government Area che si trova nello Stato di Victoria. Essa si estende su una superficie di 3.764 chilometri quadrati e ha una popolazione di 26.815 abitanti. La sede del consiglio si trova a Wangaratta.